# Markus Linder

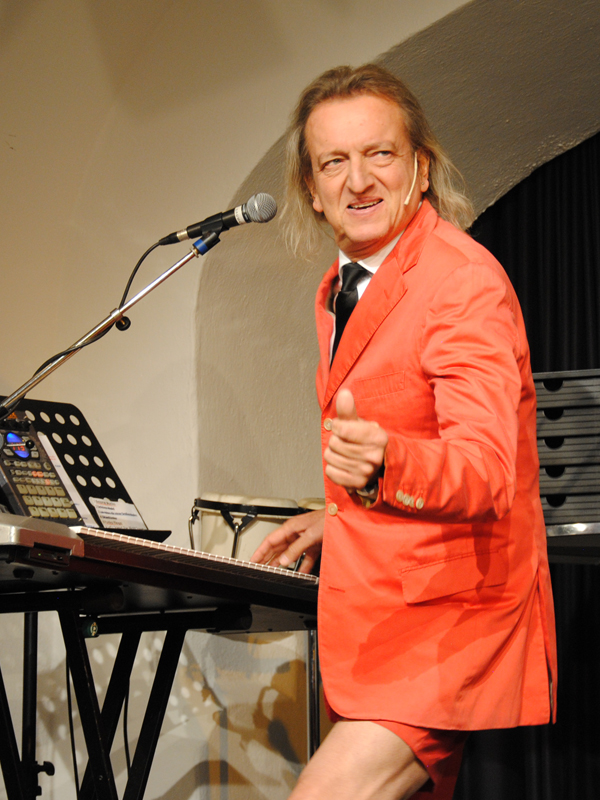
Markus Linder in seiner Kabarett-Show

Markus Linder (* 6. Februar 1959 in Dornbirn) ist ein österreichischer Kabarettist, Moderator, Schauspieler und Blues-Musiker (Piano, Gesang).

## Leben
Nach dem Ende seiner schulischen Laufbahn studierte Linder ab 1977 an der Universität Innsbruck zuerst Jus, dann ab 1978 Deutsch, Latein und Geschichte als Lehramtsfächer. Da der Landesschulrat für Tirol dem angehenden Pädagogen keine Stelle zuteilwerden ließ, begann er 1989 eine freiberufliche Karriere als Bar-Pianist und Moderator. Im Jahre 1997 startete mit seinem ersten Solo-Programm seine Karriere als Kabarettist. 1998 gründete er das New Orleans Festival in Innsbruck, wo er seither selbst mit seiner Band regelmäßig auftritt. 2008 gründete er mit Hubert Trenkwalder ein Musik-Kabarett-Duo.
Ab 2011 spielte er den Pfarrer Anton Prinz in der ORF-Fernsehserie Vier Frauen und ein Todesfall. 2012 wurde er auf den Appenzeller Kabarett-Tagen mit der „goldig Biberflade“ ausgezeichnet. 2013 erschien sein Buch Voradelberg. Heimatkunde für Fortgeschrittene.

### Kabarett-Programme
- 1997 Lebenslang (Regie: Heiner Linder)
- 1999 Zuckerstreuner (Regie: Charly Rabanser)
- 2001 Wolkenschieber (Regie: Uli Brée)
- 2003 Oberwasser (Regie: Uli Bree)
- 2007 Tasta la Vista (Regie: Sabine Linder)
- 2010 Linderwahn (Regie: Bernd Jeschek)
- 2012 Hinter-Arlberger (Regie: Bernd Jeschek)
- 2014 Tasta-Tour (Regie: Sabine Linder)
- 2017 Best Of – Highlights aus 8 Programmen (Regie: Sabine Linder)
- 2019 O Solo Mio (Regie: Sabine Linder)

## Filmografie (Auswahl)
- 2012–2020: 4 Frauen und ein Todesfall (Fernsehserie, 31 Folgen)
- 2013: Hyundai Kabarett-Tage
- 2019: Landkrimi – Das letzte Problem (Regie: Karl Markovics)
- 2021: Bike Stories Vorarlberg (Miniserie, 1 Folge)
- 2022: Aus die Maus (Fernsehserie, 1 Folge)

## Bücher
- 2007: Darüber lacht Vorarlberg ISBN 978-3-8000-7312-2
- 2013: Voradelberg. Heimatkunde für Fortgeschrittene. ISBN 978-3-85218-937-6